# Mesopsestis undosa
Mesopsestis undosa är en fjärilsart som beskrevs av Alfred Ernest Wileman. Mesopsestis undosa ingår i släktet Mesopsestis och familjen sikelvingar. Inga underarter finns listade i Catalogue of Life.